# Modernismo en Cartagena y La Unión

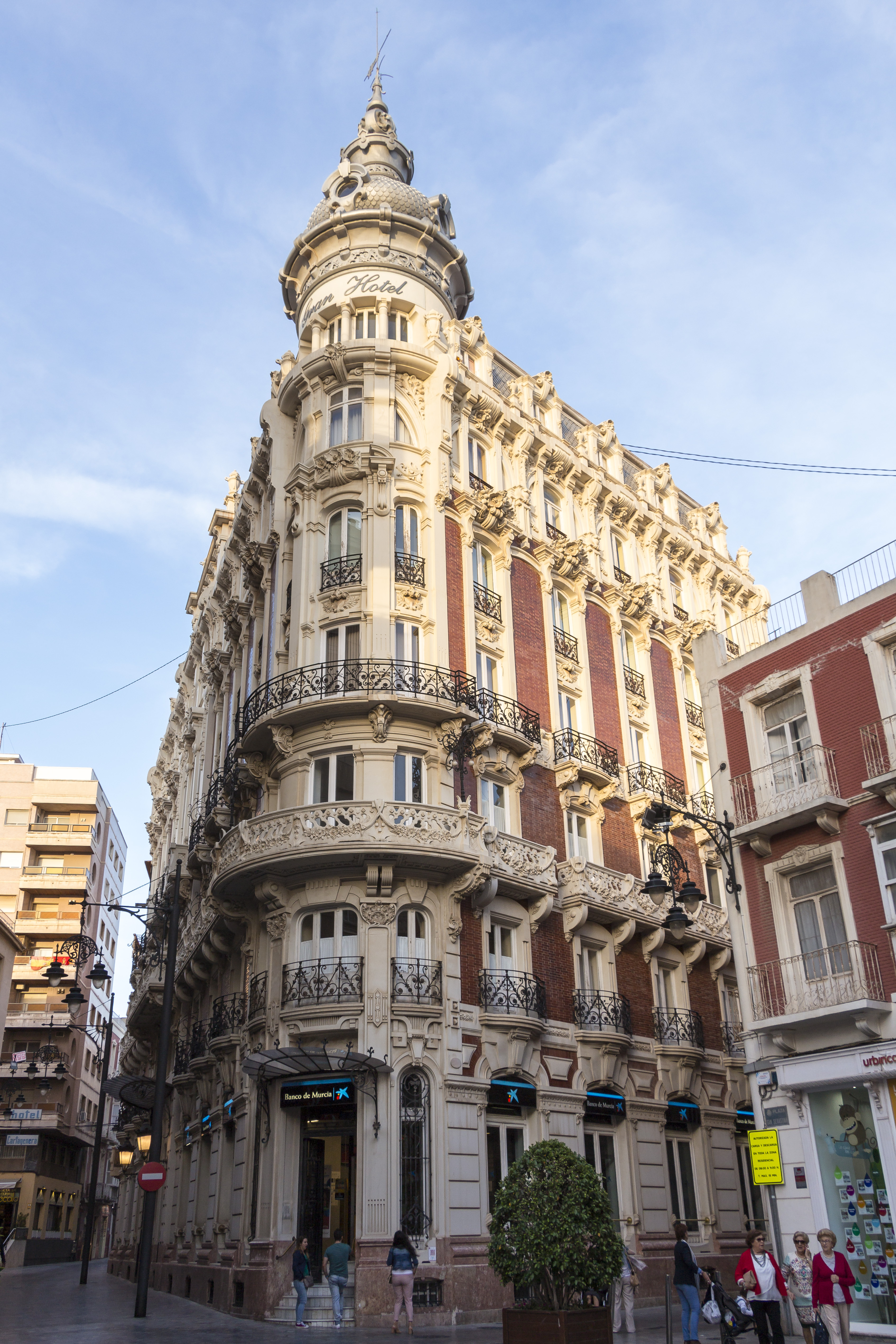
Gran Hotel. Víctor Beltrí, 1916.

Cartagena y La Unión son las dos principales ciudades con edificios modernistas de la Región de Murcia (España).

## Contexto
Según los estudios de Javier Pérez Rojas, el centro histórico de Cartagena resultó gravemente destruido por el bombardeo de tropas centralistas durante la revolución cantonal de 1873. Comienza después de esta fecha la tarea de reconstrucción de la ciudad. Coincide este final del siglo XIX con un extraordinario auge en la explotación de la Sierra minera de Cartagena-La Unión y con la formación, como consecuencia de esta actividad, de una potente burguesía acaudalada y deseosa de mostrar su pujanza y poder económico a través de la arquitectura.
La ciudad va a ser objeto de un profundo cambio conforme a las nuevas ideas urbanísticas y arquitectónicas en boga. La actual configuración del casco antiguo de Cartagena debe su fisonomía a esta época: se levantan palacetes, casonas de la burguesía, un nuevo ayuntamiento, una estación de ferrocarril, fábricas y centros de enseñanza en el nuevo estilo modernista, con modelos que fundamentalmente se inspiraban en el modernismo catalán.
De forma paralela, nació la ciudad de La Unión, vinculada a la explotación de las minas, y que guarda algunas obras relevantes del modernismo de la Región de Murcia.

## Principales arquitectos
- Tomás Rico Valarino.
- Víctor Beltrí.
- Pedro Cerdán.

## El modernismo en Cartagena
- El Palacio Pedreño (Carlos Mancha, 1872), con una exquisita decoración interior y exterior. Situada en un lugar privilegiado (confluencia de las calles Carmen y Sagasta), en 1890 se planteó su uso como Casa Consistorial, aunque finalmente se optó por la construcción de una nueva. En la actualidad es Centro Cultural de la Caja de Ahorros de Murcia.

- El Palacio Consistorial (Tomás Rico, 1907). De planta triangular, y levantado sobre la antigua casa consistorial, el Ayuntamiento de Cartagena es una de las principales realizaciones del arquitecto Tomás Rico Valarino. En su interior destaca la gran escalera imperial en torno a la que se encuentran diversas dependencias municipales. Son también reseñables las obras de fundición como columnas y lámparas. En 2006 finalizó un largo proceso de restauración y consolidación del mismo.

- El Casino. Edificado a finales del XIX sobre un antiguo palacete barroco del que se conservaron algunos elementos

Pero es fundamentalmente con la llegada a Cartagena de Víctor Beltrí, y su primera obra, la Casa Cervantes, cuando la burguesía cartagenera se iba a volcar con los nuevos aires arquitectónicos que provenían de Cataluña: el modernismo. Las principales obras modernistas en Cartagena son:
- Casa Cervantes (Beltrí, 1897-1900). La primera de las grandes obras realizadas en Cartagena por Víctor Beltrí fue esta imponente residencia para la familia Cervantes en la calle Mayor, de la que se conserva la fachada, ubicando en su interior, muy remodelado, el Aula de Cultura y biblioteca de la Caja de Ahorros del Mediterráneo, ahora denominada Fundación Mediterráneo.

- Palacio de Aguirre (Beltrí, 1898-1900). Situado en una esquina junto a la plaza de la Merced y donde el autor muestra otras características del modernismo en su fachada, como la incorporación del color y la alternancia de materiales. En este caso se conserva la distribución y parte de la decoración interior. En la actualidad es sede de la delegación de la Comunidad Autónoma de la Región de Murcia en Cartagena. En su entorno se encuentra el Museo Regional de Arte Moderno.

- Casa Zapata (Beltrí, 1909). Una de las últimas obras proyectadas por Beltrí, ya en un estilo más novecentista que modernista. En la actualidad Colegio de las Carmelitas.

- Gran Hotel (Rico - Beltrí, 1907-1916). Probablemente se trate de la obra más representativa del modernismo en la Región de Murcia. Los contrastes de volúmenes, colores y materiales, así como un cuidadísimo programa ornamental no hacen sino poner en valor la obra de Rico, terminada por Beltrí. Originalmente de uso hotelero y en la actualidad como oficinas.

- Casa Llagostera (Beltrí, 1916). Situada en la calle Mayor, aquí Beltrí opta por una solución absolutamente diferente para su elemento más importante: la fachada, en la que junto a los miradores y balcones con maderas y hierro forjado, predomina la decoración de azulejos con escudos y personajes mitológicos. Está en proceso de restauración.

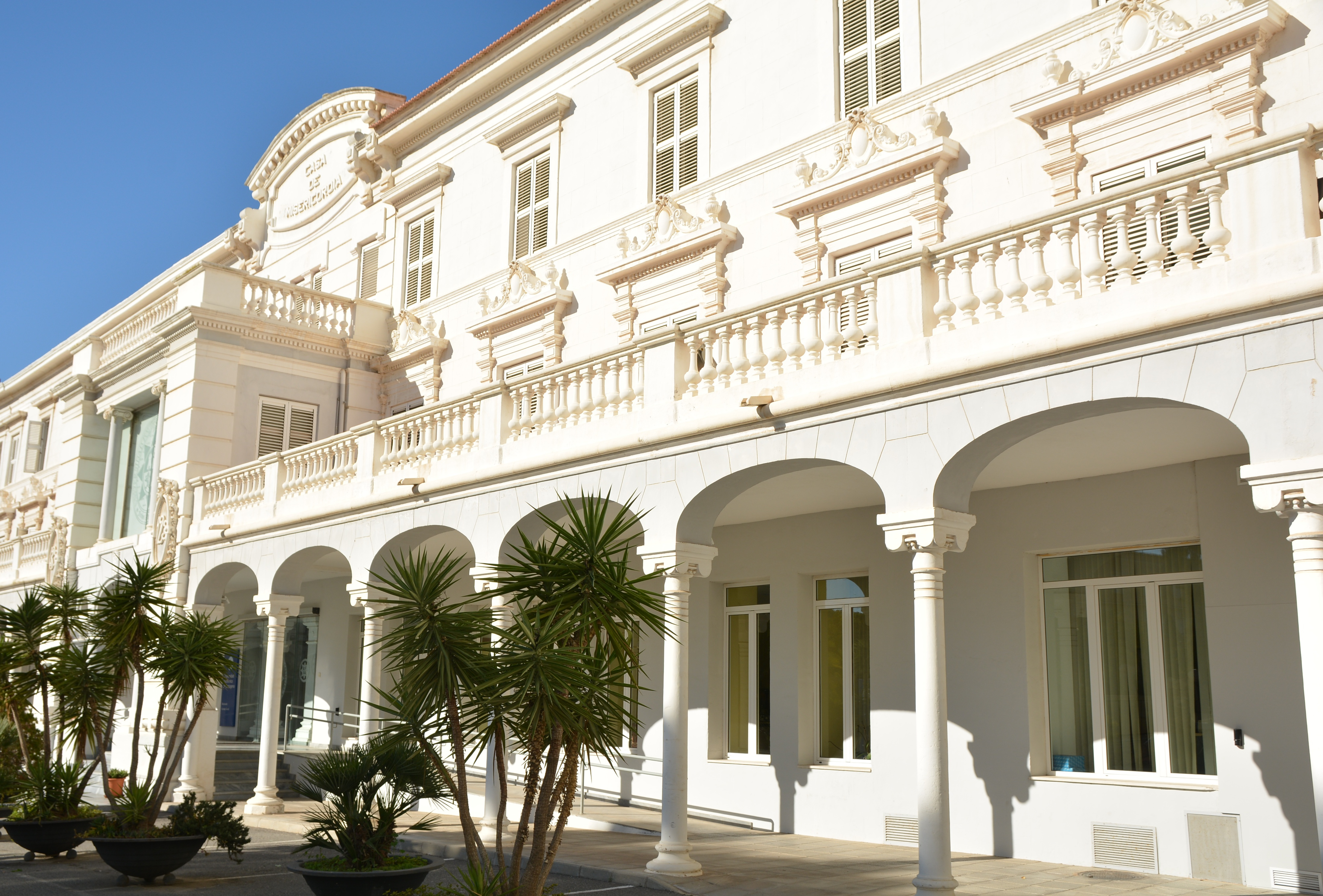
Casa de Misericordia, obra de Beltrí de 1929

- la Casa Maestre (Beltrí, 1906 sobre proyecto de Marceliano Coquillat). Inspirada en la Casa Calvet de Gaudí.

Otras construcciones modernistas destacadas de la ciudad son el Pasaje Conesa (1891), el edificio Dorda Bofarull -popularmente Tárraga- (Beltrí, 1903), el edificio Clares (Mario Spottorno, 1906), el edificio Pascual de Riquelme (Tomás Rico, 1908), el antiguo Club de Regatas (Spottorno, 1912; tras ser destruido por un incendio fue sustituido por una réplica) y la nueva Pescadería (Tomás Rico, 1912).
Mención especial merecen las distintas edificaciones de la zona del puerto, como las de la Autoridad Portuaria (1925) y Aduanas (Maese Velasco, 1930).
Cartagena cuenta así mismo con algunas construcciones educativas de valor arquitectónico. Es el caso de las Escuelas Graduadas (Tomás Rico, 1900), el Patronato del Sagrado Corazón (Beltrí, 1900), la Casa del Niño (Beltrí, 1917-1929), La Casa de Misericordia (Beltrí, 1929) o las Escuelas de la Sociedad Española de Construcción Naval (Lorenzo Ros, 1924).
Otras construcciones civiles destacadas serían la Estación de Ferrocarril (diseñada por el ingeniero Rafael Peyroncely, 1909) y la Fábrica de Fluido Eléctrico Hispania (Oliver, 1900).

### Obras en barrios y diputaciones
- La iglesia del Barrio Peral.
- El Teatro Circo Apolo de El Algar, de Pedro Cerdán.
- El Castillito en Los Dolores, de Tomás Rico (1900).

## El modernismo en La Unión
- El antiguo Mercado Público, de Víctor Beltrí.
- La Casa del Piñón, de Pedro Cerdán.
- La Casa del Tío Lobo (Portmán), de Víctor Beltrí.

## Galería
|                               |
| La Casa Maestre de Cartagena. |

|                                       |
| La Casa de Misericordia de Cartagena. |

|                                     |
| El Palacio de Aguirre de Cartagena. |

|                             |
| El Gran Hotel de Cartagena. |

|                                |
| La Casa del Piñón de La Unión. |

|                                 |
| El Mercado público de La Unión. |

|                         |
| El Casino de Cartagena. |

|                                          |
| El antiguo Club de Regatas de Cartagena. |

|                               |
| La Casa Tárraga de Cartagena. |

|                                 |
| La Casa Cervantes de Cartagena. |

|                           |
| La Estación de Cartagena. |

|                                       |
| El Palacio consistorial de Cartagena. |

|                                              |
| El Palacio Pascual de Riquelme de Cartagena. |

- Datos: Q6020231
- Multimedia: Art Nouveau architecture in Cartagena, Spain / Q6020231